# Haven (blad)
 For alternative betydninger, se Haven. (Se også artikler, som begynder med Haven)
Haven er medlemsblad for Haveselskabet. Det er Danmarks største haveblad med omkring 180.000 læsere. Bladet udgives 10 gange om året, og hovedformålet er at formidle viden, inspiration og rådgivning om havers indretning, æstetik, pleje og brug på et højt fagligt niveau.
Haven forsøger at favne havekulturen så bredt som muligt, i respekt for både historien og de nyeste strømninger. Læserne skal udfordres og engageres med holdninger og meninger. Bladet vil aktivt understøtte danskernes samvær og daglige liv med og i den nære natur omkring boligen.
Haven bliver til i tæt samarbejde med de bedste skribenter og fagfolk og produceres i et økonomisk og politisk uafhængigt miljø.